# Liste der Stadtteile des Tokioter Bezirks Shinjuku
Diese Liste der Stadtteile des Tokioter Bezirks Shinjuku zählt alle heutigen Ortsteile auf dem Gebiet des Bezirks Shinjuku der Präfektur Tokio im westlichen Zentrum von Tokio auf. Aufgeführt werden nur die klar abgegrenzten Gebiete, wie sie auch für Postadressen in Japan verwendet werden.
Viele Stadtteile bestehen aus mehreren nummerierten Vierteln (丁目, chōme), die in der Regel mehrere Blocks umfassen. In einigen Tokioter Bezirken werden mehrere Stadtteile zu einem Gebiet (地域, chiiki) zusammengefasst. In Shinjuku lassen sich aus historischen Gründen drei Gebiete unterscheiden: Yotsuya, Ushigome und Yodobashi. Sie korrespondieren mit den bis 1947 existierenden gleichnamigen Stadtbezirken der alten Stadt Tokio, durch deren Zusammenschluss der Bezirk Shinjuku entstand.
Die angegebenen Postleitzahlen sind die normalen, territorialen; einzelne Stockwerke von Wolkenkratzern in Nishi-Shinjuku sowie bestimmte Institutionen wie die Gemeindeverwaltung oder die Präfekturverwaltung haben eigene Postleitzahlen.
| Lat. Transkription, chōme | Japanisch    | Fläche (km², Stand: 2015) | Einwohnerzahl (März 2021) | Postleitzahl (2021)                          | Gebiet/früherer Bezirk        |
| ------------------------- | ------------ | ------------------------- | ------------------------- | -------------------------------------------- | ----------------------------- |
| Yotsuya 1–4               | 四谷         | 0,40                      | 4805                      | 160-0004                                     | Yotsuya                       |
| Yotsuya-Honshiochō        | 四谷本塩町   | 0,08                      | 499                       | 160-0003                                     | Yotsuya                       |
| Yotsuya-San’eichō         | 四谷三栄町   | 0,09                      | 1962                      | 160-0008                                     | Yotsuya                       |
| Yotsuya-Sakamachi         | 四谷坂町     | 0,08                      | 2435                      | 160-0002                                     | Yotsuya                       |
| Wakaba 1–3                | 若葉         | 0,22                      | 4479                      | 160-0011                                     | Yotsuya                       |
| Sugachō 1–3               | 須賀町       | 0,22                      | 1420                      | 160-0018                                     | Yotsuya                       |
| Samonchō                  | 左門町       | 0,07                      | 1617                      | 160-0017                                     | Yotsuya                       |
| Shinanomachi              | 信濃町       | 0,19                      | 862                       | 160-0016                                     | Yotsuya                       |
| Minamimotomachi           | 南元町       | 0,19                      | 2461                      | 160-0012                                     | Yotsuya                       |
| Arakichō                  | 荒木町       | 0,09                      | 2516                      | 160-0007                                     | Yotsuya                       |
| Funamachi                 | 舟町         | 0,05                      | 1404                      | 160-0006                                     | Yotsuya                       |
| Aizumichō                 | 愛住町       | 0,08                      | 1450                      | 160-0005                                     | Yotsuya                       |
| Daikyōchō                 | 大京町       | 0,16                      | 3885                      | 160-0015                                     | Yotsuya                       |
| Kasumigaokamachi          | 霞ヶ丘町     | 0,39                      | 2                         | 160-0013                                     | Yotsuya                       |
| Naitōmachi                | 内藤町       | 0,47                      | 1236                      | 160-0014                                     | Yotsuya                       |
| Katamachi                 | 片町         | 0,03                      | 378                       | 160-0001                                     | Yotsuya                       |
| Shinjuku 1–7              | 新宿         | 1,14                      | 19128                     | 160-0022                                     | Yotsuya Yodobashi             |
| Kabukichō 1–2             | 歌舞伎町     | 0,35                      | 2520                      | 160-0021                                     | Yotsuya Yodobashi             |
| Ichigaya-Tamachi 1–3      | 市谷田町     | 0,12                      | 981                       | 162-0843                                     | Ushigome                      |
| Ichigaya-Honmurachō       | 市谷本村町   | 0,39                      | 2664                      | 162-0845                                     | Ushigome                      |
| Ichigaya-Sadoharachō 1–3  | 市谷砂土原町 | 0,09                      | 1721                      | 162-0842                                     | Ushigome                      |
| Ichigaya-Sanaichō         | 市谷左内町   | 0,04                      | 426                       | 162-0846                                     | Ushigome                      |
| Ichigaya-Kagachō 1–2      | 市谷加賀町   | 0,13                      | 1782                      | 162-0062                                     | Ushigome                      |
| Ichigaya-Kōrachō          | 市谷甲良町   | 0,02                      | 851                       | 162-0856                                     | Ushigome                      |
| Ichigaya-Funagawaramachi  | 市谷船河原町 | 0,04                      | 180                       | 162-0826                                     | Ushigome                      |
| Ichigaya-Chōenjimachi     | 市谷長延寺町 | 0,01                      | 124                       | 162-0847                                     | Ushigome                      |
| Ichigaya-Takajōmachi      | 市谷鷹匠町   | 0,01                      | 27                        | 162-0848                                     | Ushigome                      |
| Ichigaya-Yamabushichō     | 市谷山伏町   | 0,03                      | 559                       | 162-0857                                     | Ushigome                      |
| Ichigaya-Hachimanchō      | 市谷八幡町   | 0,03                      | 124                       | 162-0844                                     | Ushigome                      |
| Kagurazaka 1–6            | 神楽坂       | 0,16                      | 2368                      | 162-0825                                     | Ushigome                      |
| Saikumachi                | 細工町       | 0,02                      | 442                       | 162-0838                                     | Ushigome                      |
| Nijikkimachi              | 二十騎町     | 0,03                      | 686                       | 162-0855                                     | Ushigome                      |
| Agebachō                  | 揚場町       | 0,02                      | 107                       | 162-0824                                     | Ushigome                      |
| Tsukudochō                | 津久戸町     | 0,03                      | 92                        | 162-0821                                     | Ushigome                      |
| Higashi-Gokenchō          | 東五軒町     | 0,08                      | 2219                      | 162-0813                                     | Ushigome                      |
| Nishi-Gokenchō            | 西五軒町     | 0,05                      | 1766                      | 162-0812                                     | Ushigome                      |
| Akagi-Motomachi           | 赤城元町     | 0,02                      | 394                       | 162-0817                                     | Ushigome                      |
| Minami-Enokichō           | 南榎町       | 0,05                      | 1445                      | 162-0852                                     | Ushigome                      |
| Fukuromachi               | 袋町         | 0,03                      | 673                       | 162-0828                                     | Ushigome                      |
| Haraikatamachi            | 払方町       | 0,04                      | 1053                      | 162-0841                                     | Ushigome                      |
| Minamichō                 | 南町         | 0,03                      | 875                       | 162-0836                                     | Ushigome                      |
| Kitamachi                 | 北町         | 0,04                      | 1014                      | 162-0834                                     | Ushigome                      |
| Nandomachi                | 納戸町       | 0,04                      | 1035                      | 162-0837                                     | Ushigome                      |
| Minami-Yamabushichō       | 南山伏町     | 0,02                      | 622                       | 162-0854                                     | Ushigome                      |
| Kita-Yamabushichō         | 北山伏町     | 0,04                      | 576                       | 162-0853                                     | Ushigome                      |
| Shiroganechō              | 白銀町       | 0,04                      | 1349                      | 162-0816                                     | Ushigome                      |
| Shimomiyabichō            | 下宮比町     | 0,03                      | 224                       | 162-0822                                     | Ushigome                      |
| Yaraichō                  | 矢来町       | 0,21                      | 4586                      | 162-0805                                     | Ushigome                      |
| Wakamiyachō               | 若宮町       | 0,05                      | 1028                      | 162-0827                                     | Ushigome                      |
| Iwatochō                  | 岩戸町       | 0,02                      | 635                       | 162-0832                                     | Ushigome                      |
| Nakachō                   | 中町         | 0,03                      | 209                       | 162-0835                                     | Ushigome                      |
| Tansumachi                | 箪笥町       | 0,02                      | 647                       | 162-0833                                     | Ushigome                      |
| Yokoteramachi             | 横寺町       | 0,05                      | 962                       | 162-0831                                     | Ushigome                      |
| Tsukudo-Hachimanchō       | 筑土八幡町   | 0,04                      | 847                       | 162-0815                                     | Ushigome                      |
| Shin’ogawamachi           | 新小川町     | 0,14                      | 3289                      | 162-0814                                     | Ushigome                      |
| Kaguragashi               | 神楽河岸     | 0,02                      | 0                         | 162-0823                                     | Ushigome                      |
| Ichigaya-Yakuōjimachi     | 市谷薬王寺町 | 0,09                      | 3376                      | 162-0063                                     | Ushigome                      |
| Ichigaya-Yanagichō        | 市谷柳町     | 0,03                      | 1287                      | 162-0061                                     | Ushigome                      |
| Ichigaya-Nakanochō        | 市谷仲之町   | 0,09                      | 2514                      | 162-0064                                     | Ushigome                      |
| Akagi-Shitamachi          | 赤城下町     | 0,04                      | 1261                      | 162-0803                                     | Ushigome                      |
| Tenjinchō                 | 天神町       | 0,04                      | 1092                      | 162-0808                                     | Ushigome                      |
| Enokichō                  | 榎町         | 0,06                      | 673                       | 162-0806                                     | Ushigome                      |
| Higashi-Enokichō          | 東榎町       | 0,01                      | 311                       | 162-0807                                     | Ushigome                      |
| Wasedamachi               | 早稲田町     | 0,06                      | 1307                      | 162-0042                                     | Ushigome                      |
| Waseda-Minamichō          | 早稲田南町   | 0,04                      | 763                       | 162-0043                                     | Ushigome                      |
| Babashitachō              | 馬場下町     | 0,03                      | 523                       | 162-0045                                     | Ushigome                      |
| Haramachi 1–3             | 原町         | 0,19                      | 4782                      | 162-0053                                     | Ushigome                      |
| Kikuichō                  | 喜久井町     | 0,11                      | 1961                      | 162-0044                                     | Ushigome                      |
| Tsukijimachi              | 築地町       | 0,02                      | 522                       | 162-0818                                     | Ushigome                      |
| Bentenchō                 | 弁天町       | 0,13                      | 3341                      | 162-0851                                     | Ushigome                      |
| Nakazatochō               | 中里町       | 0,02                      | 701                       | 162-0804                                     | Ushigome                      |
| Yamabukichō               | 山吹町       | 0,13                      | 3844                      | 162-0801                                     | Ushigome                      |
| Kaitaichō                 | 改代町       | 0,03                      | 641                       | 162-0802                                     | Ushigome                      |
| Suidōchō                  | 水道町       | 0,04                      | 1013                      | 162-0811                                     | Ushigome                      |
| Waseda-Tsurumakichō       | 早稲田鶴巻町 | 0,22                      | 5668                      | 162-0041                                     | Ushigome                      |
| Sumiyoshichō              | 住吉町       | 0,10                      | 2758                      | 162-0065                                     | Ushigome                      |
| Ichigayadaimachi          | 市谷台町     | 0,10                      | 1419                      | 162-0066                                     | Ushigome                      |
| Kawadachō                 | 河田町       | 0,13                      | 2910                      | 162-0054                                     | Ushigome                      |
| Wakamatsuchō              | 若松町       | 0,27                      | 5780                      | 162-0056                                     | Ushigome                      |
| Yochōmachi                | 余丁町       | 0,27                      | 4109                      | 162-0055                                     | Ushigome Yodobashi            |
| Toyama 1–3                | 戸山         | 0,67                      | 8930                      | 162-0052 169-0052 (Toyama 3-18 & 3-21)       | Ushigome Yodobashi            |
| Tomihisachō               | 富久町       | 0,23                      | 7191                      | 162-0067                                     | Ushigome                      |
| Hyakuninchō 1–4           | 百人町       | 0,76                      | 16646                     | 169-0073                                     | Yodobashi                     |
| Ōkubo 1–3                 | 大久保       | 0,73                      | 16880                     | 169-0072                                     | Yodobashi                     |
| Totsukamachi 1            | 戸塚町       | 0,06                      | 207                       | 169-0071                                     | Yodobashi                     |
| Nishi-Waseda 1–3          | 西早稲田     | 0,70                      | 18141                     | 169-0051 162-0051 (Teile von Nishi-Waseda 2) | Yodobashi Ushigome            |
| Takadanobaba 1–4          | 高田馬場     | 0,86                      | 18568                     | 169-0075                                     | Yodobashi                     |
| Shimo-Ochiai 1–4          | 下落合       | 0,80                      | 15192                     | 161-0033                                     | Yodobashi                     |
| Naka-Ochiai 1–4           | 中落合       | 0,72                      | 15919                     | 161-0032                                     | Yodobashi                     |
| Kami-Ochiai 1–3           | 上落合       | 0,62                      | 15324                     | 161-0034                                     | Yodobashi                     |
| Nishi-Ochiai 1–4          | 西落合       | 0,72                      | 14331                     | 161-0031                                     | Yodobashi                     |
| Nakai 1–2                 | 中井         | 0,27                      | 4923                      | 161-0035                                     | Yodobashi                     |
| Kita-Shinjuku 1–4         | 北新宿       | 0,90                      | 25846                     | 169-0074                                     | Yodobashi                     |
| Nishi-Shinjuku 1–8        | 西新宿       | 1,73                      | 22584                     | 160-0023                                     | Yodobashi                     |
| Shinjuku-ku               | 新宿区       | 18,22                     | 344.879                   | 160, 161, 162, 169                           | (Stadt Tokio mit 35 Bezirken) |